# Улица Светозара Ћоровића (Београд)
| улица · СВЕТОЗАРА ЋОРОВИЋА | улица · СВЕТОЗАРА ЋОРОВИЋА |
| -------------------------- | -------------------------- |
|                            |                            |
| Општина                    | Палилула                   |
| Крај                       | Иванковачка улица          |
| Дужина                     | 250 m                      |
| Ширина                     | 9.5 m                      |
| Створена                   | непознато                  |
| Названа                    | 1930                       |
| Стари називи               | Школска и Ћоровићева       |
|                            |                            |
|                            |                            |
|                            |                            |

Улица Светозара Ћоровића налази се на Општини Палилула, у Београду. Ово је слепа улица која сече Владетину и излази на Иваковачку улицу. 

## Име улице
Улица је свој назив добила у част књижевника Светозара Ћоровића, који је остао упамћен као један од најпознатијих српских приповедача из херцеговачког краја.

## Историја
Улица Светозара Ћоровића, име овог књижевника носи од 1930. године, када се прво у периоду од 1930. до 1943. године, звала Ћоровићева улица, након чега, од 1943. године у назив улице улазе пуно име и презиме овог знаменитог српског писца. 
У периоду пре 1930. године ова улица се звала Школска улица.
Светозар Ћоровић се родио 1875. године у Мостару, где је и умро 1919. године. Ћоровић је у Мостару завршио трговачку школу и крајем XIX века био један од истакнутих чланова мостарског књижевног круга. Писао је дечје песме, приповетке, романе и драме, а био је и један од оснивача мостарског листа „Зора”.

## Суседне улице
- Далматинска улица
- Улица кнеза Данила

## Значајни објекти
Јавно водопривредно предузеће „Београдводе”, Светозара Ћоровића 15
DNK центар за генетику, Светозара Ћоровића 10
Еквилибрио (EQUILIBRIO) - Образовни систем, Светозара Ћоровића 15